# Francesca Torzo
Francesca Torzo (* 1975 in Padua) ist eine italienische Architektin und Dozentin.

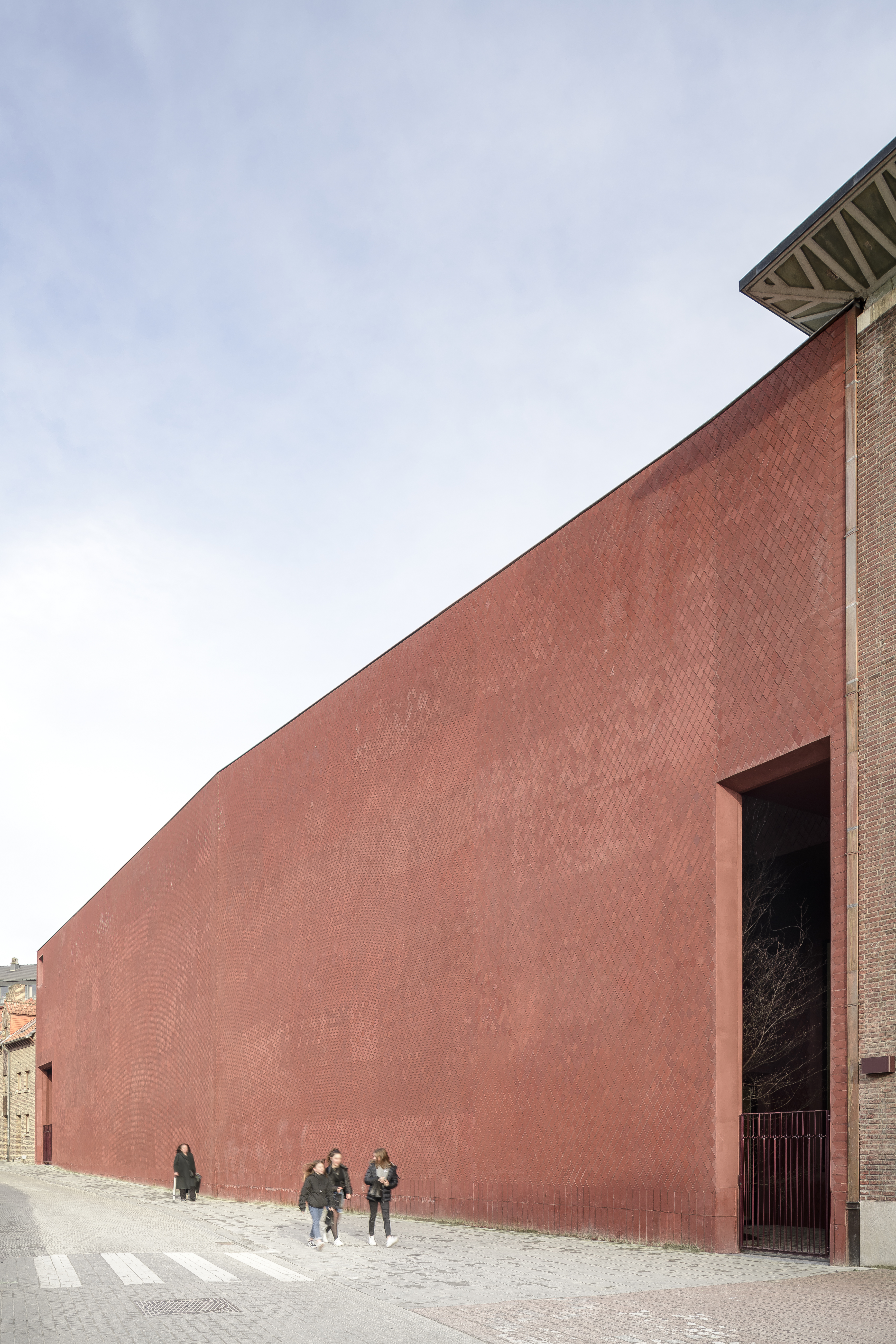
Kunstzentrum Z33, Hasselt

## Werdegang
Francesca Torzo studierte bis 2001 an der TU Delft, ETSAB Barcelona, Accademia di Architettura di Mendrisio und schloss an der IUAV Venedig bei Peter Zumthor, Umberto Tubini, M. Kreisler und Jürg Conzett ab. Sie entwickelte 2001 mit Jürg Conzett und der HTW Chur einen experimentellen Trockenbau in Stein. Sie arbeitete bei Peter Zumthor in Haldenstein und bei Bosshard Vaquer in Zürich. 2008 gründete sie ein Architekturbüro in Genua. Torzo lehrte an der AAM bei Valentin Bearth, seit 2017 an der Bergen Architekturschule und seit 2020 an der AAM in Mendrisio. Francesca Torzo wurde 2018 von Yvonne Farrell und Shelley McNamara zur Architekturbiennale Venedig eingeladen, wo sie ihre Projekte zeigte.

## Bauten
- 2006–2009: green crane house, Sorano
- 2006–2010: Casa due, Sorano[3]
- 2011–2019: Kunstzentrum Z33, Hasselt mit Bauingenieure Conzett Bronzini Partner[4][5]

## Auszeichnungen und Preise
- 2018: Piranesi Award für Kunstzentrum Z33, Hasselt[6]
- 2020: Premio Italiano di Architettura für Kunstzentrum Z33, Hasselt
- 2020: Nominierung – Swiss Architectural Award[7]
- 2020: Moira-Gemill-Preis für Nachwuchsarchitektinnen im Rahmen der Women in Architecture Awards[8]
- 2022: Finalist – Mies van der Rohe Preis für Kunstzentrum Z33, Hasselt[9]

## Bücher
- Uta Graff, Katleen Nagel, Felix Zeitler (Hrsg.): Schwarze Räume. Ein architektonisches Phänomen / Black Spaces. An Architectural Phenomenon. Edition Detail, München 2020 mit Beiträgen von Donatella Fioretti, Astrid Staufer und Francesca Torzo. ISBN 978-3-95553-512-4